# 류승훈
류승훈(柳承勳, ?~)은 대한민국의 기업인, 법률가, 학자이다.

## 학력
- 고려대학교 대학원 박사과정
- 성균관대학교 법학전문대학원

## 약력
- 한국민사소송법학회 회원
- 세무법인 한바다 사외이사
- 바로 회계법인 고문
- 한국방위산업학회 이사
- 대통령 국가장 장의위원(장관급)
- 대통령직인수위원회 대통령취임준비위원회 위원
- 대한상공회의소(강남구상공회) 이사
- 강남구재향군인회 청년단 단장
- 민주평화통일자문회의(강남구협의회) 자문위원
- 재단법인 여의도연구원 정책자문위원
- 동국대학교 총동창회 이사
- 전국청년경제인협회 부회장
- 한국기업경영학회 이사
- 한국병원경영학회 이사
- 의료법인 하영의료재단 이사

## 병역 관계
- 대한민국 해군 제1함대 병장 만기 전역

## 수상
- 국회의원 표창장
- 해군 제1함대 1기지전대장 표창장
- 태국 방콕경찰청 치안총감 표창장